# Colaspoides sculpturata
Colaspoides sculpturata là một loài bọ cánh cứng trong họ Chrysomelidae. Loài này được Medvedev miêu tả khoa học năm 2006.